# Geomorphologische Einteilung Polens

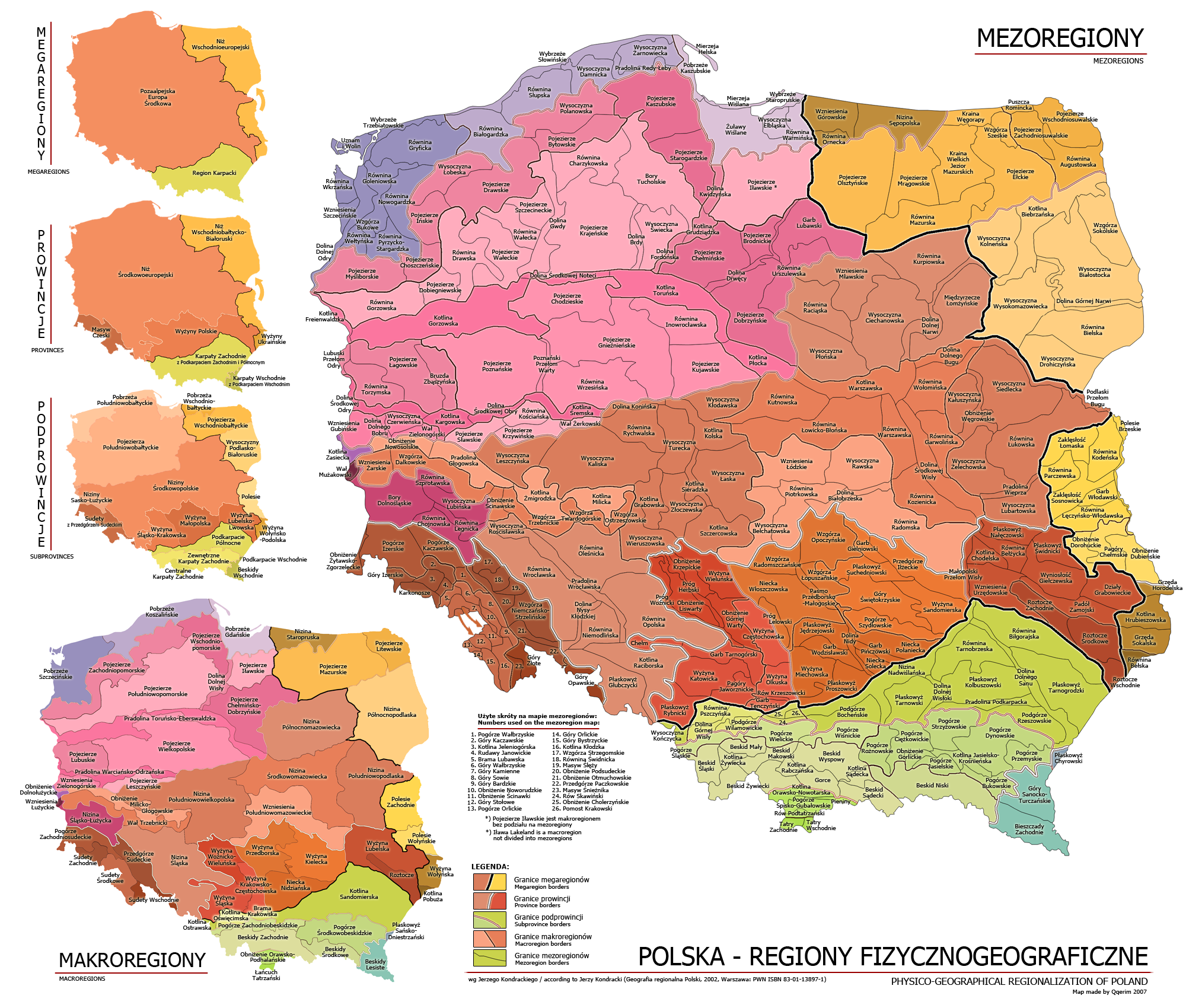
Karte der physisch-geographischen Regionen Polens (von Mega- bis Mesoregionen)

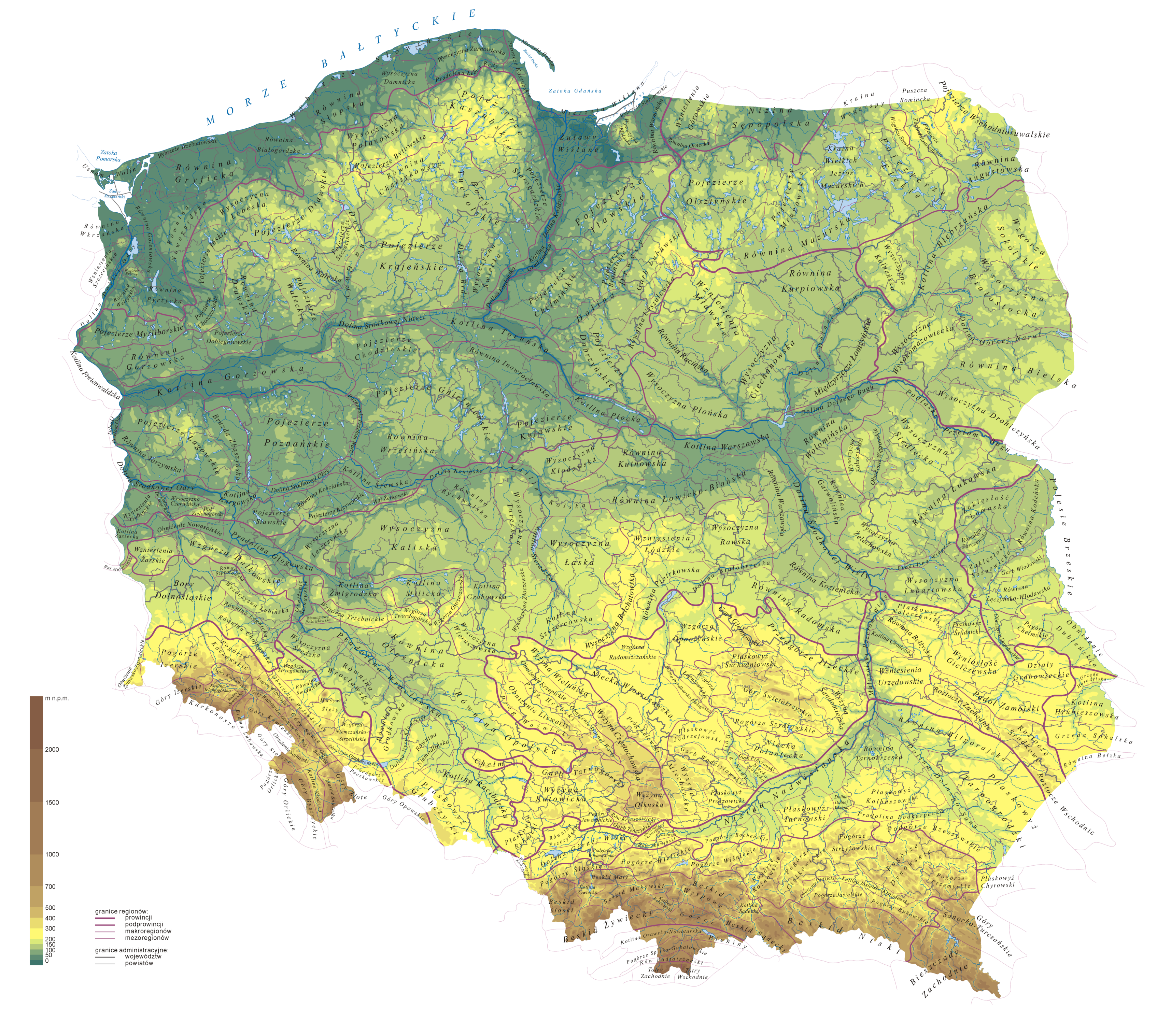
Karte der physisch-geographischen Mesoregionen Polens mit Relief und administrativer Gliederung

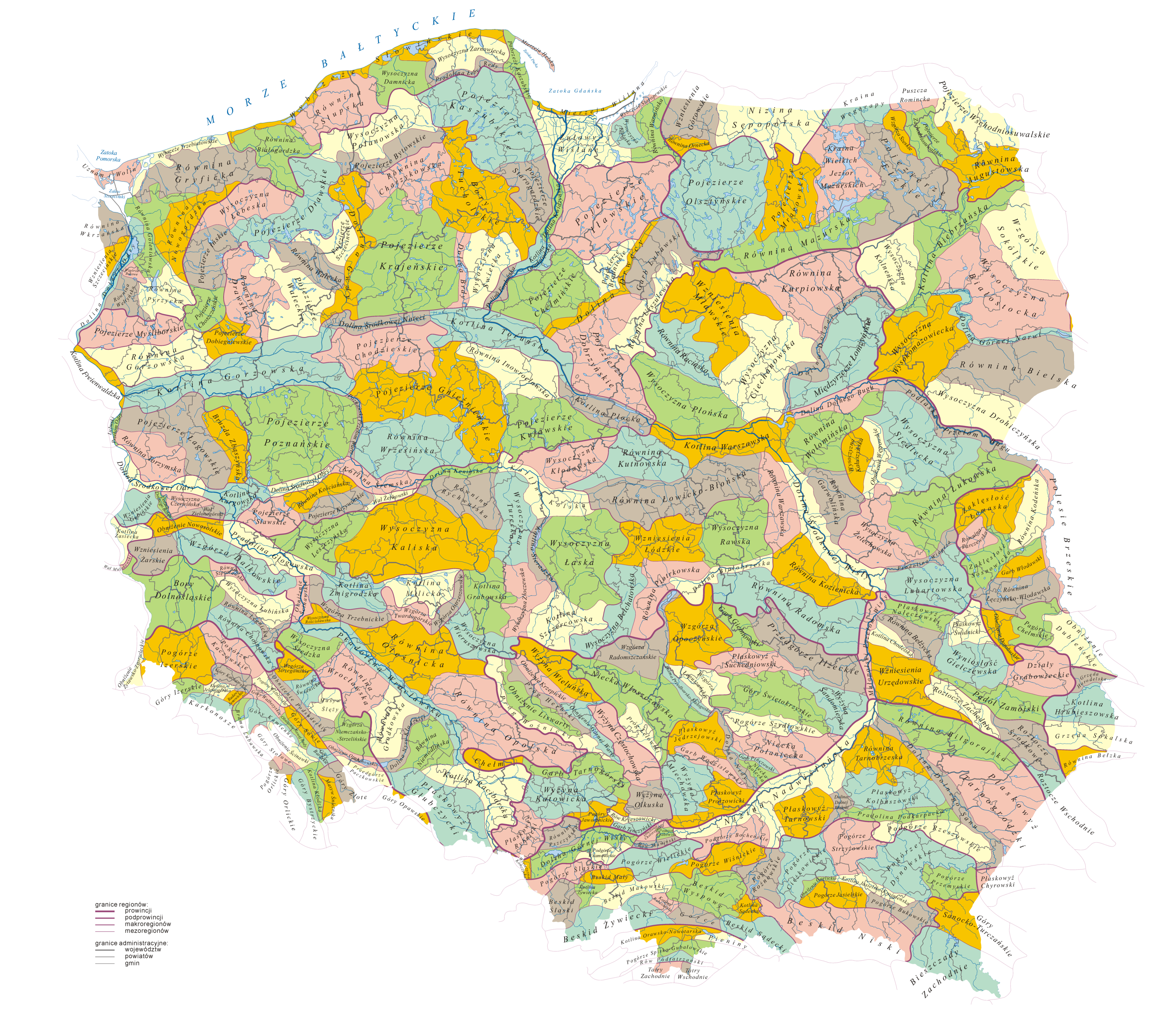
Karte der physisch-geographischen Mesoregionen Polens

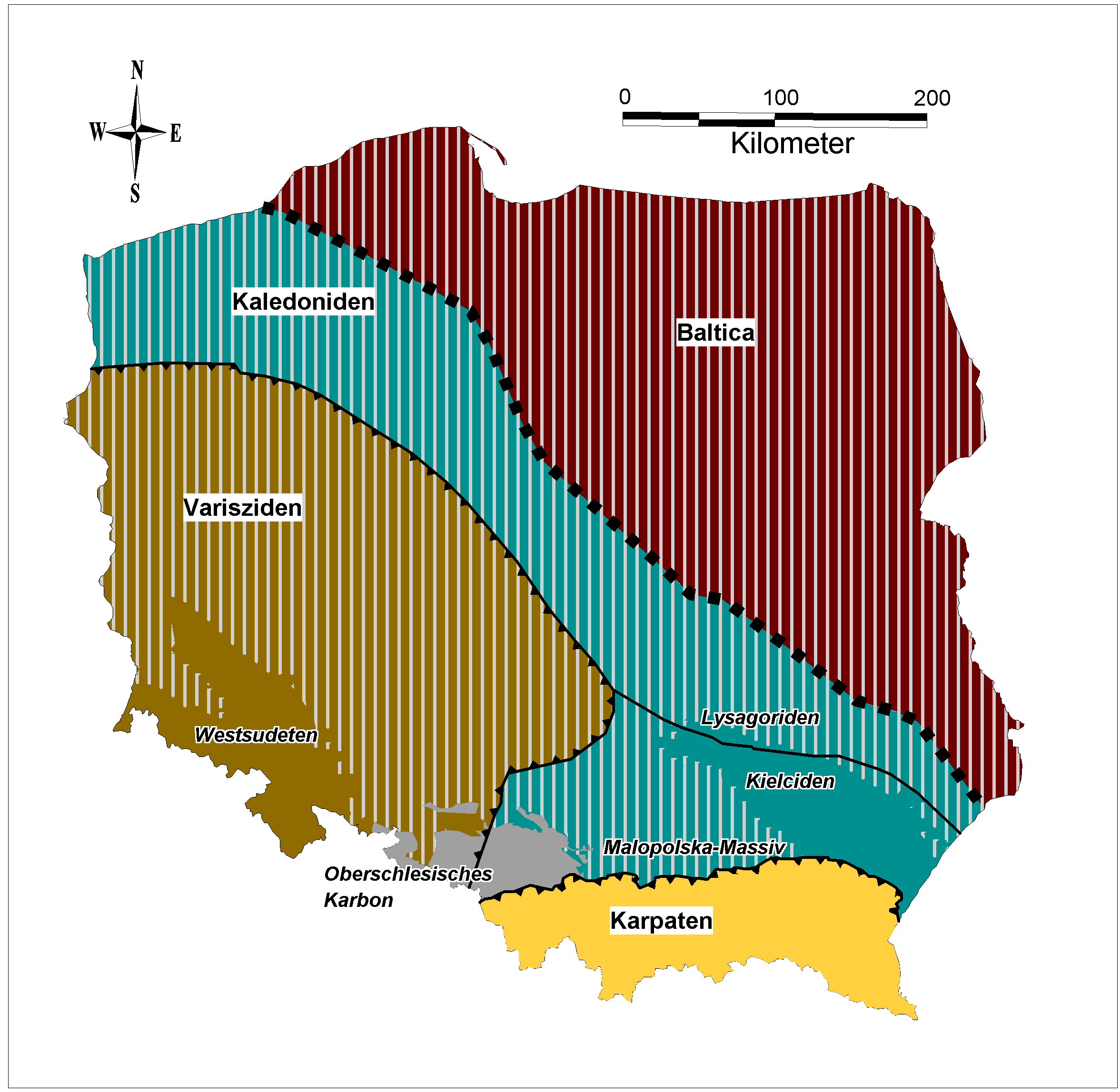
Geologische Baueinheiten des tieferen Untergrundes. Das Deckgebirge ist als vertikale Schraffur dargestellt.

Das Gebiet der heutigen Republik Polen wird geomorphologisch in verschiedene Regionen eingeteilt.

## Geschichte
Die erste Einteilung zur Physiogeographischen Regionalisierung Polens erscheint im Wirken des Historikers Jan Długosz, dieses bildete mehrere Jahrhunderte lang den einzigen geographischen Kenntnisstand. Ausdrückliche Belebung in diesem Gebiet folgte um 1900, weil das Wissen über die Eigenschaften der Naturlandschaften schon zugenommen hatte. Zahlreiche Geografen veröffentlichten dazu, so: Stanisław Staszic, Wincenty Pol, Antoni Rehman, Wacław Nałkowski, Stanisław Lencewicz und Ludomir Sawicki. Alle von ihnen hatten eine eigene Konzeption zur Einteilung Polens in physiogeographische Regionen.
Schließlich bewirkte die Änderung der polnischen Staatsgrenzen nach dem Zweiten Weltkrieg, dass die Probleme der Einteilung in physiogeographische Einheiten gelöst werden mussten. Die Angelegenheit wurde 1946 zum Thema der I. Gesamtpolnischen Geographischen Konferenz.
Am wichtigsten für die Problematik war die Arbeit von Jerzy Kondracki. Die Anfänge seiner Arbeit liegen 1955, als er im Fachjournal „Przegląd Geograficzny“ den Artikel Problematik physiogeographischer Regionalisierung Polens veröffentlichte. Auf Grundlage seiner Regionalisierung entstand schließlich die Klassifikation der phyiogeographischen Regionen der Welt mit dezimaler Codierung, die 1964 auf dem Internationalen Geographischen Kongress in London vorgeschlagen wurde.
Der Vorschlag für die Regionalisierung Polens wurde in modifizierter Form zwei Jahre später auf einem internationalen Symposium vorgestellt, das durch die Polnische Geographische Gesellschaft und das Institut für Physische Geographie der Universität Warschau organisiert wurde. 1987 kam es zu berichtigten Bezeichnungen der Regionen, die durch die Kommission zur Festlegung von Toponymen beim Amt des polnischen Ministerrates standardisiert und in der offiziellen Publikation Nazwy Geograficzne Rzeczypospolitej Polskiej 1991 veröffentlicht wurde.
Die größte Modifikation in der physiogeographischen Regionalisierung Polens wurde einige Jahre später durchgeführt, als die Karte Regiony fizycznogeograficzne von Jerzy Kondracki und Andrzej Richling im Atlas Rzeczypospolitej Polskiej (1993–1997, Warszawa, Główny Geodeta Kraju) veröffentlicht wurde.

## 31Niż Środkowoeuropejski(Mitteleuropäisches Tiefland)
313 Pobrzeża Południowobałtyckie (Südbaltisches Küstenland)
313.2-3 Pobrzeże Szczecińskie (Stettiner Küstenland)
313.21 Uznam i Wolin (Usedom und Wollin)
313.22 Wybrzeże Trzebiatówskie (Treptower Küste)
313.23 Równina Wkrzańska (Pölitzer Ebene; vgl. Ueckermünder Heide)
313.24 Dolina Dolnej Odry (Unteres Odertal; vgl. Landschaftsschutzpark Unteres Odertal)
313.25 Równina Goleniowska (Goleniów-Ebene)
313.26 Wzniesienia Szczecińskie (Stettiner Hügelland)
313.27 Wzgórza Bukowe (Buker Hügelland)
313.28 Równina Wełtyńska (Wełtyń-Ebene)
313.31 Równina Pyrzycko-Stargardzka (Pyrzyce-Stargard-Ebene)
313.32 Równina Nowogardzka (Nowogarder Ebene)
313.33 Równina Gryficka (Gryfice-Ebene)
313.4 Pobrzeże Koszalińskie (Kösliner Küstenland)
313.41 Wybrzeże Słowińskie (Slowinzische Küste, vgl. Slowinzischer Nationalpark)
313.42 Równina Białogardzka (Białogarder Ebene)
313.43 Równina Słupska (Stolper Ebene)
313.44 Wysoczyzna Damnicka (Damnica-Hochebene)
313.45 Wysoczyzna Żarnowiecka (Zarnowitzer Hochebene, vgl. Zarnowitzer See)
313.46 Pradolina Redy-Łeby (Reda-Leba-Urstromtal)
313.5 Pobrzeże Gdańskie (Danziger Küstenland)
313.51 Pobrzeże Kaszubskie (Kösliner Küstenland)
313.52 Mierzeja Helska (Helaer Nehrung / Putziger Nehrung / Halbinsel Hela)
313.53 Mierzeja Wiślana (Frische Nehrung)
313.54 Żuławy Wiślane (Weichsel-Nogat-Delta)
313.55 Wysoczyzna Elbląska (Elbinger Höhe)
313.56 Równina Warmińska (Ermländische Ebene)
313.57 Wybrzeże Staropruskie (Altpreußische Küste)
314-316 Pojezierza Południowobałtyckie (Südbaltische Seenplatte)
314.4 Pojezierze Zachodniopomorskie (Pommersche Seenplatte)
314.41 Pojezierze Myśliborskie (Soldiner Seenplatte bei Myślibórz)
314.42 Pojezierze Choszczeńskie (Arnswalder Seenplatte bei Choszczno)
314.43 Pojezierze Ińskie (Nörenberger Seenplatte bei Ińsko / Enzigsee)
314.44 Wysoczyzna Łobeska (Höhenzug von Łobez)
314.45 Pojezierze Drawskie (Seenplatte von Drawsko Pomorskie, vgl. Drawsko)
314.46 Wysoczyzna Polanowska (Polanów-Hochland)
314.47 Pojezierze Bytowskie (Bytów-Seenplatte) (Blaues Ländchen)
314.5 Pojezierze Wschodniopomorskie (Ostpommersche Seenplatte)
314.51 Pojezierze Kaszubskie (Kaschubische Seenplatte, vgl. Wdzydze (See))
314.52 Pojezierze Starogardzkie (Seenplatte von Starogard Gdański)
314.6-7 Pojezierze Południowopomorskie (Südpommersche Seenplatte)
314.61 Równina Gorzowska (Landsberger Ebene)
314.62 Pojezierze Dobiegniewskie (Woldenberger Seenplatte)
314.63 Równina Drawska (Neuwedeller Ebene)
314.64 Pojezierze Wałeckie (Kroner Seenplatte)
314.65 Równina Wałecka (Kroner Ebene)
314.66 Pojezierze Szczecineckie (Neustettiner Seenplatte)
314.67 Równina Charzykowska (Müskendorfer Ebene)
314.68 Dolina Gwdy (Küddower Ebene)
314.69 Pojezierze Krajeńskie  (Krajnaer Seenplatte)
314.71 Bory Tucholskie (Tucheler Heide)
314.72 Dolina Brdy (Braher-Tal)
314.73 Wysoczyzna Świecka (Schwetzer Hochebene)
314.8 Dolina Dolnej Wisły (Unteres Weichseltal)
314.81 Dolina Kwidzyńska (Marienwerder-Tal)
314.82 Kotlina Grudziądzka (Graudenzer Becken)
314.83 Dolina Fordońska (Fordon-Tal)
314.9 Pojezierze Iławskie (Eylauer Seenplatte bei Iława, vgl. Jeziorak)
315.1 Pojezierze Chełmińsko-Dobrzyńskie (Kulm-Dobriner Seenplatte)
315.11 Pojezierze Chełmińskie (Kulmer Seenplatte)
315.12 Pojezierze Brodnickie (Strasburger Seenplatte)
315.13 Dolina Drwęcy (Drewenzer Tal)
315.14 Pojezierze Dobrzyńskie (Dobriner Seenplatte)
315.15 Garb Lubawski (Löbauer Rücken)
315.16 Równina Urszulewska (Urszulewoer Ebene)
315.3 Pradolina Toruńsko-Eberswaldzka (Thorn-Eberswalder Urstromtal)
315.31 Kotlina Freienwaldzka (Freienwalder Becken)
315.32 Kotlina Gorzowska (Landsberger Becken )
315.33 Dolina Środkowej Noteci (Mittleres Netzetal)
315.34 Kotlina Toruńska (Thorner Becken)
315.35 Kotlina Płocka (Plocker Becken)
315.4 Pojezierze Lubuskie (Lebuser Seenplatte)
315.41 Lubuski Przełom Odry (Lebuser Oderdurchbruch)
315.42 Pojezierze Łagowskie (Lagower Seenplatte)
315.43 Równina Torzymska (Sternberger Ebene)
315.44 Bruzda Zbąszyńska (Bentschener Furche)
315.5 Pojezierze Wielkopolskie (Großpolnische Seenplatte)
315.51 Pojezierze Poznańskie (Posener Seenplatte)
315.52 Poznański Przełom Warty (Posener Warthedurchbruch)
315.53 Pojezierze Chodzieskie (Chodziesener Seenplatte)
315.54 Pojezierze Gnieźnieńskie (Gneser Seenplatte)
315.55 Równina Inowrocławska (Inowrazlawer Ebene)
315.56 Równina Wrzesińska  (Wreschener Ebene)
315.57 Pojezierze Kujawskie (Kujawische Seenplatte)
315.6 Pradolina Warciańsko-Odrzańska (Warthe-Oder-Urstromtal)
315.61 Dolina Środkowej Odry (Mittleres Odertal)
315.62 Kotlina Kargowska (Unruhstadt Becken)
315.63 Dolina Środkowej Obry (Mittleres Obra-Tal)
315.64 Kotlina Śremska (Schrimmer Becken)
315.7 Wzniesienia Zielonogórskie (Grünberger Hügelland )
315.71 Wzniesienia Gubińskie (Gubiner Hügelland )
315.72 Dolina Dolnego Bobru (Unteres Bober-Tal)
315.73 Wysoczyzna Czerwieńska (Rothenburger Hochebene)
315.74 Wał Zielonogórski (Grünberger Rücken)
315.8 Pojezierze Leszczyńskie (Lissaer Seenplatte)
315.81 Pojezierze Sławskie (Schlawaer Seenplatte)
315.82 Pojezierze Krzywińskie (Kriewener Seenplatte)
315.83 Równina Kościańska (Kostener Ebene)
315.84 Wał Żerkowski (Zerkower Rücken)
317 Niziny Sasko-Łużyckie (Sachsen-Lausitzer Tiefebenen)
317.2 Obniżenie Dolnołużyckie (Niederlausitzer Senke)
317.23 Kotlina Zasiecka (Skarener Becken)
317.4 Wzniesienia Łużyckie (Lausitzer Hügelland)
317.46 Wał Mużakowski (Muskauer Hügel)
317.7 Nizina Śląsko-Łużycka (Sachsen-Lausitzer Tiefebene)
317.74 Bory Dolnośląskie (Niederschlesische Heide)
317.75 Równina Szprotawska (Sprottauer Ebene)
317.76 Wysoczyzna Lubińska (Lübener Hochland)
317.77 Równina Legnicka (Liegnitzer Ebene)
317.78 Równina Chojnowska (Haynauer Ebene)
318 Niziny Środkowopolskie (Mittelpolnische Tiefebene)
318.1-2 Nizina Południowowielkopolska (Südgroßpolnische Tiefebene)
318.11 Wysoczyzna Leszczyńska (Lissaer Hochebene)
318.12 Wysoczyzna Kaliska  (Kalischer Hochebene)
318.13 Dolina Konińska (Koniner Tal)
318.14 Kotlina Kolska (Koloer Becken)
318.15 Wysoczyzna Kłodawska (Kłodawaer Hochebene)
318.16 Równina Rychwalska (Rychwaler Ebene)
318.17 Wysoczyzna Turecka (Tureker Hochebene)
318.18 Kotlina Sieradzka (Sieradzer Becken)
318.19 Wysoczyzna Łaska (Lasker Hochebene)
318.21 Kotlina Grabowska (Grabower Becken)
318.22 Wysoczyzna Złoczewska (Złoczewer Hochebene)
318.23 Kotlina Szczercowska (Szczercower Becken)
318.24 Wysoczyzna Wieruszowska (Weruschauer Hochebene)
318.3 Obniżenie Milicko-Głogowskie (Militsch-Glogauer Senke)
318.31 Obniżenie Nowosolskie (Neusalzer Senke)
318.32 Pradolina Głogowska (Glogauer Urstromtal)
318.33 Kotlina Żmigrodzka (Trachenberger Becken)
318.34 Kotlina Milicka (Militscher Becken)
318.4 Wał Trzebnicki (Trebnitzer Rücken)
318.41 Wzniesienia Żarskie (Saganer Hügelland)
318.42 Wzgórza Dalkowskie (Dalkauer Hügel)
318.43 Obniżenie Ścinawskie (Steinauer Senke)
318.44 Wzgórza Trzebnickie (Katzengebirge)
318.45 Wzgórza Twardogórskie (Festenberger Hügel)
318.46 Wzgórza Ostrzeszowskie (Schildberger Hügel)
318.5 Nizina Śląska (Schlesische Tiefebene)
318.51 Wysoczyzna Rościsławska (Riemberger Hochebene)
318.52 Pradolina Wrocławska (Breslauer Urstromtal )
318.53 Równina Wrocławska (Breslauer Ebene)
318.54 Dolina Nysy Kłodzkiej (Glatzer Neiße-Tal)
318.55 Równina Niemodlińska (Falkenberger Ebene)
318.56 Równina Oleśnicka (Oelser Ebene)
318.57 Równina Opolska (Oppeln-Ebene)
318.58 Płaskowyż Głubczycki (Leobschützer Lößhügelland)
318.59 Kotlina Raciborska (Ratiborer Becken)
318.6 Nizina Północnomazowiecka (Nordmasowische Tiefebene)
318.61 Wysoczyzna Płońska (Płońsker Hochebene)
318.62 Równina Raciąska (Harnauer Ebene)
318.63 Wzniesienia Mławskie (Mławaer Hügelland)
318.64 Wysoczyzna Ciechanowska (Zechenauer Hochebene)
318.65 Równina Kurpiowska (Kurpengauer Ebene)
318.66 Dolina Dolnej Narwi (Unteres Narew-Tal)
318.67 Międzyrzecze Łomżyńskie (Lomschaer Zwischenstromland)
318.7 Nizina Środkowomazowiecka (Mittelmasowische Tiefebene)
318.71 Równina Kutnowska (Kutnoer Ebene)
318.72 Równina Łowicko-Błońska (Lowitsch-Błonie-Ebene)
318.73 Kotlina Warszawska (Warschauer Becken)
318.74 Dolina Dolnego Bugu (Unteres Bug-Tal)
318.75 Dolina Środkowej Wisły (Mittleres Weichseltal)
318.76 Równina Warszawska (Warschauer Ebene)
318.77 Równina Kozienicka (Koschnitzer Ebene)
318.78 Równina Wołomińska (Wołominer Ebene)
318.79 Równina Garwolińska (Garwoliner Ebene)
318.8 Wzniesienia Południowomazowieckie (Südmasowische Hügelland)
318.81 Wysoczyzna Bełchatowska (Belchatower Hochebene)
318.82 Wzniesienia Łódzkie (Lodscher Hügelland)
318.83 Wysoczyzna Rawska (Rawkaer Hochebene)
318.84 Równina Piotrkowska (Petrikauer Ebene)
318.85 Dolina Białobrzeska (Białobrzegi-Tal)
318.86 Równina Radomska (Radom Ebene)
318.9 Nizina Południowopodlaska (Südpodlachische Tiefebene)
318.91 Podlaski Przełom Bugu (Podlachischer Bug-Durchbruch)
318.92 Wysoczyzna Kałuszyńska (Kałuszyner Hochebene)
318.93 Obniżenie Węgrowskie (Węgrów-Senke)
318.94 Wysoczyzna Siedlecka (Siedlce Hochebene)
318.95 Wysoczyzna Żelechowska (Żelechów-Hochebene)
318.96 Równina Łukowska (Łuków-Ebene)
318.97 Pradolina Wieprza (Wieprz-Urstromtal)
318.98 Wysoczyzna Lubartowska (Lubartów-Hochebene)

## 33Masyw Czeski(Böhmische Masse)
332 Sudety (Sudeten) mit Przedgórze Sudeckie  (Sudetenvorgebirge)
332.1 Przedgórze Sudeckie (Sudetenvorgebirge)
332.11 Wzgórza Strzegomskie (Striegauer Berge)
332.12 Równina Świdnicka (Schweidnitzer Ebene)
332.13 Masyw Ślęży (Zobten-Gebirge)
332.14 Wzgórza Niemczańsko-Strzelińskie (Nimptsch-Strehlen-Höhen)
332.15 Obniżenie Podsudeckie (Vorsudetische Senke)
332.16 Obniżenie Otmuchowskie (Ottmachauer Senke)
332.17 Przedgórze Paczkowskie (Patschkauer Vorgebirge)
332.2 Pogórze Zachodniosudeckie (Westsudetisches Vorgebirge)
332.25 Obniżenie Żytawsko-Zgorzeleckie (Zittauer Becken)
332.26 Pogórze Izerskie (Iservorgebirge)
332.27 Pogórze Kaczawskie (Bober-Katzbach-Vorgebirge)
332.28 Pogórze Wałbrzyskie (Waldenburger Vorgebirge)
332.3 Sudety Zachodnie (Westsudeten)
332.34 Góry Izerskie (Isergebirge)
332.35 Góry Kaczawskie (Bober-Katzbach-Gebirge)
332.36 Kotlina Jeleniogórska (Hirschberger Becken)
332.37 Karkonosze (Riesengebirge)
332.38 Rudawy Janowickie (Landeshuter Kamm)
332.4-5 Sudety Środkowe (Mittelsudeten)
332.41 Brama Lubawska (Liebauer Tor)
332.42 Góry Wałbrzyskie (Waldenburger Bergland)
332.43 Góry Kamienne (Steine-Gebirge)
332.44 Góry Sowie (Eulengebirge)
332.45 Góry Bardzkie (Warthagebirge)
332.46 Obniżenie Noworudzkie (Neuroder Senke)
332.47 Obniżenie Ścinawki (Steiner Senke)
332.48 Góry Stołowe (Heuscheuergebirge)
332.51 Pogórze Orlickie (Adlervorgebirge)
332.52 Góry Orlickie (Adlergebirge)
332.53 Góry Bystrzyckie (Habelschwerdter Gebirge)
332.54 Kotlina Kłodzka (Glatzer Kessel)
332.6 Sudety Wschodnie (Ostsudeten)
332.61 Góry Złote (Reichensteiner Gebirge)
332.62 Masyw Śnieżnika (Glatzer Schneegebirge)
332.63 Góry Opawskie (Oppagebirge)

## 34Wyżyny Polskie(Polnisches Hochland)
341 Wyżyna Śląsko-Krakowska (Schlesien-Krakauer Hochland)
341.1 Wyżyna Śląska (Schlesisches Hochland)
341.11 Chełm (Chełm)
341.12 Garb Tarnogórski (Tarnowitzer Rücken)
341.13 Wyżyna Katowicka (Kattowitzer Hochland)
341.14 Pagóry Jaworznickie  (Jaworznoer Hügelland)
341.15 Płaskowyż Rybnicki (Rybniker Hochebene)
341.2 Wyżyna Woźnicko-Wieluńska (Woischnik-Wieluń Hochland)
341.21 Wyżyna Wieluńska (Wieluń Hochland)
341.22 Obniżenie Liswarty (Lisswarther Senke)
341.23 Próg Woźnicki (Woischniker Schwelle)
341.24 Próg Herbski (Herbyer Schwelle)
341.25 Obniżenie Górnej Warty (Obere-Warthe-Senke)
341.26 Obniżenie Krzepickie (Krzepicer Senke)
341.3 Wyżyna Krakowsko-Częstochowska (Krakau-Tschenstochauer Hochland)
341.31 Wyżyna Częstochowska (Tschenstochauer Hochland)
341.32 Wyżyna Olkuska (Olkusz-Hochland)
341.33 Rów Krzeszowicki (Krzeszowice-Graben)
341.34 Grzbiet Tenczyński (Tenczyner Rücken)
342 Wyżyna Małopolska (Kleinpolnisches Hochland)
342.1 Wyżyna Przedborska (Przedbórz-Hochland)
342.11 Wzgórza Radomszczańskie (Radomsko-Hochland)
342.12 Wzgórza Opoczyńskie (Opoczno-Hochland)
342.13 Próg Lelowski (Lelów-Schwelle)
342.14 Niecka Włoszczowska (Włoszczowa-Becken)
342.15 Pasmo Przedborsko-Małogoskie (Przedbórz-Małogoszcz-Kamm)
342.16 Wzgórza Łopuszańskie (Łopuszno-Hügelland)
342.2 Niecka Nidziańska (Nida-Becken)
342.21 Płaskowyż Jędrzejowski (Jędrzejów-Hochebene)
342.22 Wyżyna Miechowska (Miechów-Hochland)
342.23 Płaskowyż Proszowicki (Proszowice-Hochebene)
342.24 Garb Wodzisławski (Wodzisław-Hochebene)
342.25 Dolina Nidy (Nida-Tal)
342.26 Niecka Solecka (Solec-Becken)
342.27 Garb Pińczowski (Pińów-Rücken)
342.28 Niecka Połaniecka (Połaniec-Becken)
342.3 Wyżyna Kielecka (Kielcer Hochland)
342.31 Płaskowyż Suchedniowski (Suchedniów-Hochebene)
342.32 Garb Gielniowski (Gielniów-Rücken)
342.33 Przedgórze Iłżeckie (Iłża-Vorgebirge)
342.34-5 Góry Świętokrzyskie (Heiligkreuzgebirge)
342.36 Wyżyna Sandomierska (Sadnomirer Hochland)
342.37 Pogórze Szydłowskie (Szydłów-Hochland)
343 Wyżyna Lubelsko-Lwowska (Lublin-Lemberger Hochland)
343.1 Wyżyna Lubelska (Lubliner Hochland)
343.11 Małopolski Przełom Wisły (Kleinpolnischer Weichseldurchbruch)
343.12 Płaskowyż Nałęczowski (Nałęczów-Hochebene)
343.13 Równina Bełżycka (Bełżyce-Becken)
343.14 Kotlina Chodelska (Chodelka-Becken)
343.15 Wzniesienia Urzędowskie (Urzędów-Hügelland)
343.16 Płaskowyż Świdnicki (Świdnik-Hochebene)
343.17 Wyniosłość Giełczewska (Giełczew-Höhen)
343.18 Działy Grabowieckie (Grabowiec-Wasserscheide)
343.19 Padół Zamojski (Zamość-Tal)
343.2 Roztocze
343.21 Roztocze Zachodnie (Westliches Roztocze)
343.22 Roztocze Środkowe (Mittleres Roztocze)
343.23 Roztocze Wschodnie  (Östliches Roztocze)

## 51Karpaty Zachodnie(Westkarpaten) undPodkarpacie Zachodnie(Westliches Karpatenvorland) undPodkarpacie Północne(Nördliches Karpatenvorland)
512 Podkarpacie Północne (Nördliches Karpatenvorland)
512.1 Kotlina Ostrawska (Ostrauer Becken)
512.11 Wysoczyzna Kończycka (Kunzendorfer Landrücken)
512.2 Kotlina Oświęcimska (Auschwitzer Becken)
512.21 Równina Pszczyńska (Plesser Ebene)
512.22 Dolina Górnej Wisły (Oberes Weichseltal)
512.23 Podgórze Wilamowickie (Wilmesauer Gebirge)
512.3 Brama Krakowska (Krakauer Tor)
512.31 Rów Skawiński (Skawina-Graben)
512.32 Obniżenie Cholerzyńskie (Cholerzyn-Senke)
512.33 Pomost Krakowski (Krakauer Landbrücke)
512.4-5 Kotlina Sandomierska (Sandomirer Becken)
512.41 Nizina Nadwiślańska (Weichseler Tiefebene)
512.42 Podgórze Bocheńskie (Salzberger Gebirge)
512.43 Płaskowyż Tarnowski (Tarnów-Hochebene)
512.44 Dolina Dolnej Wisłoki (Unteres Wisłoka-Tal)
512.45 Równina Tarnobrzeska (Tarnobrzeg-Ebene)
512.46 Dolina Dolnego Sanu (Unteres San-Tal)
512.47 Równina Biłgorajska (Biłgoraj-Ebene)
512.48 Płaskowyż Kolbuszowski (Kolbuszowa-Hochebene)
512.49 Płaskowyż Tarnogrodzki (Tarnogród-Hochebene)
512.51 Pradolina Podkarpacka (Karpatenvorland-Urstromtal)
512.52 Podgórze Rzeszowskie  (Rzeszów-Vorgebirge)
513 Zewnętrzne Karpaty Zachodnie (Äußere Westkarpaten)
513.3 Pogórze Zachodniobeskidzkie (Westbeskiden-Vorgebirge)
513.32 Pogórze Śląskie (Schlesisches Vorgebirge)
513.33 Pogórze Wielickie (Groß Salzer Gebirge)
513.34 Pogórze Wiśnickie (Wiśnicz-Gebirge)
513.44-57 Beskidy Zachodnie (Westbeskiden)
513.45 Beskid Śląski (Schlesische Beskiden)
513.46 Kotlina Żywiecka (Saybuscher Becken)
513.47 Beskid Mały (Kleine Beskiden)
513.48 Beskid Makowski (Makower Beskiden)
513.49 Beskid Wyspowy (Inselbeskiden)
513.50 Kotlina Rabczańska (Rabka-Becken)
513.51 Beskid Żywiecki (Saybuscher Beskiden)
513.52 Gorce
513.53 Kotlina Sądecka (Sandezer Becken)
513.54 Beskid Sądecki (Sandezer Beskiden)
513.6 Pogórze Środkowobeskidzkie (Mittelbeskiden-Vorgebirge)
513.61 Pogórze Rożnowskie (Rożnów-Gebirge)
513.62 Pogórze Ciężkowickie (Ciężków-Gebirge)
513.63 Pogórze Strzyżowskie (Strzyżów-Gebirge)
513.64 Pogórze Dynowskie (Dynów-Gebirge)
513.65 Pogórze Przemyskie (Przemyśl-Gebirge)
513.66 Obniżenie Gorlickie (Gorlice-Senke)
513.67 Kotlina Jasielsko-Krośnieńska (Jasło-Krosno-Becken)
513.68 Pogórze Jasielskie (Jasło-Gebirge)
513.69 Pogórze Bukowskie (Buków-Gebirge)
513.7 Beskidy Środkowe (Mittelbeskiden)
513.71 Beskid Niski (Niedere Beskiden)
514 Centralne Karpaty Zachodnie (Zentrale Westkarpaten)
514.1 Obniżenie Orawsko-Podhalańskie (Arwa-Podhale-Senke)
514.11 Kotlina Orawsko-Nowotarska  (Arwa-Podhale-Becken)
514.12 Pieniny  (Pieninen)
514.13 Pogórze Spisko-Gubałowskie  (Zips-Gubałówka-Gebirge)
514.14 Rów Podtatrzański (Untertatragraben)
514.5 Łańcuch Tatrzański (Tatra)
514.52 Tatry Zachodnie (Westtatra)
514.53 Tatry Wschodnie (Osttatra)

## 52Karpaty Wschodnie(Ostkarpaten) undPodkarpacie Wschodnie(Östliches Karpatenvorland)
521 Podkarpacie Wschodnie (Östliches Karpatenvorland)
521.1 Płaskowyż Sańsko-Dniestrzański (San-Dniestr-Hochebene)
521.11 Płaskowyż Chyrowski (Chyrów-Hochebene)
522, 524-526 Zewnętrzne Karpaty Wschodnie (Äußere Ostkarpaten) (522 = Beskidy Wschodnie (Ostbeskiden))
522.1 Beskidy Lesiste (Waldkarpaten)
522.11 Góry Sanocko-Turczańskie (Sanok-Turkaer Gebirge)
522.12 Bieszczady Zachodnie (Westliche Bieszczady)

## 84Niż Wschodniobałtycko-Białoruski(Ostbaltisch-Belarussisches Tiefland)
841 Pobrzeża Wschodniobałtyckie (Ostbaltisches Küstenland)
841.5 Nizina Staropruska (Altpreußische Tiefebene)
841.57 Wzniesienia Górowskie (Landsberger Hügelland, Südteil des Stablack)
841.58 Równina Ornecka (Wormditter Ebene)
841.59 Nizina Sępopolska (Schippenbeil Tiefebene)
842 Pojezierza Wschodniobałtyckie (Ostbaltische Seenplatte)
842.7 Pojezierze Litewskie (Litauische Seenplatte)
842.71 Puszcza Romincka (Rominter Heide)
842.72 Pojezierze Zachodniosuwalskie (Westliche Suwałki-Seenplatte)
842.73 Pojezierze Wschodniosuwalskie (Östliche Suwałki-Seenplatte)
842.74 Równina Augustowska (Augustów-Ebene)
842.8 Pojezierze Mazurskie (Masurische Seenplatte)
842.81 Pojezierze Olsztyńskie (Allensteiner Seenplatte)
842.82 Pojezierze Mrągowskie (Sensburger Seenplatte)
842.83 Kraina Wielkich Jezior Mazurskich (Große Masurische Seen)
842.84 Kraina Węgorapy (Angerapper Land)
842.85 Wzgórza Szeskie (Seesker Höhen)
842.86 Pojezierze Ełckie (Lycker Seenplatte)
842.87 Równina Mazurska (Masurische Ebene)
843 Wysoczyzny Podlasko-Białoruskie (Podlachisch-Belarussische Höhenzüge)
843.3 Nizina Północnopodlaska (Nordpodlachische Ebene)
843.31 Wysoczyzna Kolneńska (Kolno-Höhenzug)
843.32 Kotlina Biebrzańska (Biebrza-Becken)
843.33 Wysoczyzna Białostocka (Białostok-Höhenzug)
843.34 Wzgórza Sokólskie (Sokółka-Hügel)
843.35 Wysoczyzna Wysokomazowiecka (Hochmasowischer Höhenzug)
843.36 Dolina Górnej Narwi (Oberes Narew-Tal)
843.37 Równina Bielska (Bielsker Ebene)
843.38 Wysoczyzna Drohiczyńska (Drohiczyn-Höhenzug)
845 Polesie (Polesien)
845.1 Polesie Zachodnie (Westpolesien)
845.11 Zaklęsłość Łomaska (Łomazy-Senke)
845.12 Równina Kodeńska (Kodeń-Ebene)
845.13 Równina Parczewska (Parczew-Ebene)
845.14 Zaklęsłość Sosnowicka (Sosnowica-Senke)
845.15 Garb Włodawski (Włodawa-Rücken)
845.16 Równina Łęczyńsko-Włodawska (Łęczyn-Włodawa-Ebene)
845.17 Polesie Brzeskie (Brester Polesien)
845.3 Polesie Wołyńskie (Wolhynisches Polesien)
845.31 Obniżenie Dorohuckie (Dorohusk-Senke)
845.32 Pagóry Chełmskie (Chełm-Hügelland)
845.33 Obniżenie Dubieńskie (Dubienka-Senke)

## 85Wyżyny Ukraińskie(Ukrainisches Hochland)
851 Wyżyna Wołyńsko-Podolska (Wolhynien-Podole-Hochland)
851.1 Wyżyna Wołyńska (Wolhynien-Hochland)
851.11 Grzęda Horodelska (Horodło-Hügelland)
851.12 Kotlina Hrubieszowska (Hrubieszów-Becken)
851.13 Grzęda Sokalska (Sokaler Hügelland)
851.2 Kotlina Pobuża (Podbuż-Becken)
851.21 Równina Bełska (Belser Ebene)

## Bibliografie
- Jerzy Kondracki: Geografia regionalna Polski. Państwowe Wydawnictwo Naukowe, 3. Auflage, Warszawa 2002, ISBN 83-01-13897-1.